# 张绪 (1921年)
张绪（1921年7月—2008年5月1日），男，山西平遥人，中国人民解放军武汉军区空军军官，追授全国优秀共产党员。
1937年2月，参加革命。同年11月，参加红军入伍，1938年2月，加入中国共产党。经过抗日战争、第二次国共内战、朝鲜战争的一百多次战斗，张绪多次受伤，1938年在山西太原一带战斗中，右眼受伤失明。历任政治指导员、副政治教导员、政治教导员、营长、副团长、团长、副师长、师长、副军长、武汉军区空军副参谋长等职。1983年3月，从武汉军区空军副参谋长职位上离休。1986年，任空军武昌上马庄干休所“老战士报告团”团长。该报告团由10名老红军、老八路等老军人组成。报告团作报告2700多场，听众达200多万人次，遍布全国20多个省份。
2008年2月，张绪因肺部感染再次住院治疗。5月1日，因呼吸系统衰竭在武汉逝世。2011年，中组部追授张绪为全国优秀共产党员。7月3日下午，在中国人民解放军驻汉空军某指挥所文体活动中心举办表彰大会。解放军空军副政委王伟代表空军党委出席大会，宣读中共中央决定，向张绪亲属代表颁发证书和奖牌。